# 조선대성은행
조선대성은행(朝鮮大成銀行)은 조선민주주의인민공화국의 국영 은행으로서, 조선민주주의인민공화국 최대 규모의 은행이자 조선민주주의인민공화국 유일의 대외무역은행이다. 일반적으로, 개인은 거래할 수 없고, 정부와 기업만 거래할 수 있다.

## 역사
1978년에 설립되었다. 조선대성은행에 사실상 조선민주주의인민공화국에서 벌어들인 모든 외화가 유입된다. 노동당 39호실은 산하에 대성무역관리국을 두고 있으며, 대성무역관리국은 조선민주주의인민공화국에서 유일하게 대외무역은행인 조선대성은행을 두고 있다.
1980년 오스트리아 빈에 현지법인을 설립했다.
1989년 1월 정주영 현대그룹 명예회장이 방북해 최수길 조선대성은행 이사장 겸 조선아시아무역촉진회 고문과 '금강산 관광 개발 및 시베리아 공동진출에 관한 의정서'를 체결했다.
1989년 코오롱상사 홍콩 법인이 조선민주주의인민공화국으로부터 16만 달러 상당의 도자기와 인삼주 등을 구매해 오면서 조선대성은행에 처음으로 신용장을 개설했다. 이는 대한민국 회사가 조선민주주의인민공화국 은행에 직접 신용장을 개설한 첫 사례다.
1989년 조선대성은행은 연이율 5%를 약속하며 국채를 재일한인에게 팔았다. 그러나 이는 얼마 뒤 휴지조각이 되었고 재일한인들은 은행 앞에 몰려가 채권을 찢는 등 항의했지만 무용지물이었다.
1995년 조선로동당 재정경리부장(장관급)의 장남이자 조선대성은행 고위간부인 최세웅이 한국으로 망명했다.
1996년 홍콩에 현지법인을 설립했다.
2004년 러시아 국영 은행이자 최대 규모의 은행인 스베르방크와 외화 입출금 '협력계좌'를 개설했다.
2014년 8월 조선대성은행 수석대표 윤태영이 한국으로 망명했다. 윤태영은 조선대성은행의 러시아 내 6개 지점 중에 한 곳의 지점장이며, 프리모르스키 변경주 나홋카에서 은행자금 500만 달러를 소지하고 사라졌다.